# Кызылкой
Кызылкой (каз. Қызылқой) — село в Шетском районе Карагандинской области Казахстана. Входит в состав Нураталдинского сельского округа. Находится примерно в 54 км к северо-западу от районного центра, села Аксу-Аюлы. Код КАТО — 356473400.

## Население
В 1999 году население села составляло 433 человека (212 мужчин и 221 женщина). По данным переписи 2009 года, в селе проживало 389 человек (194 мужчины и 195 женщин).